# Pimelòdids

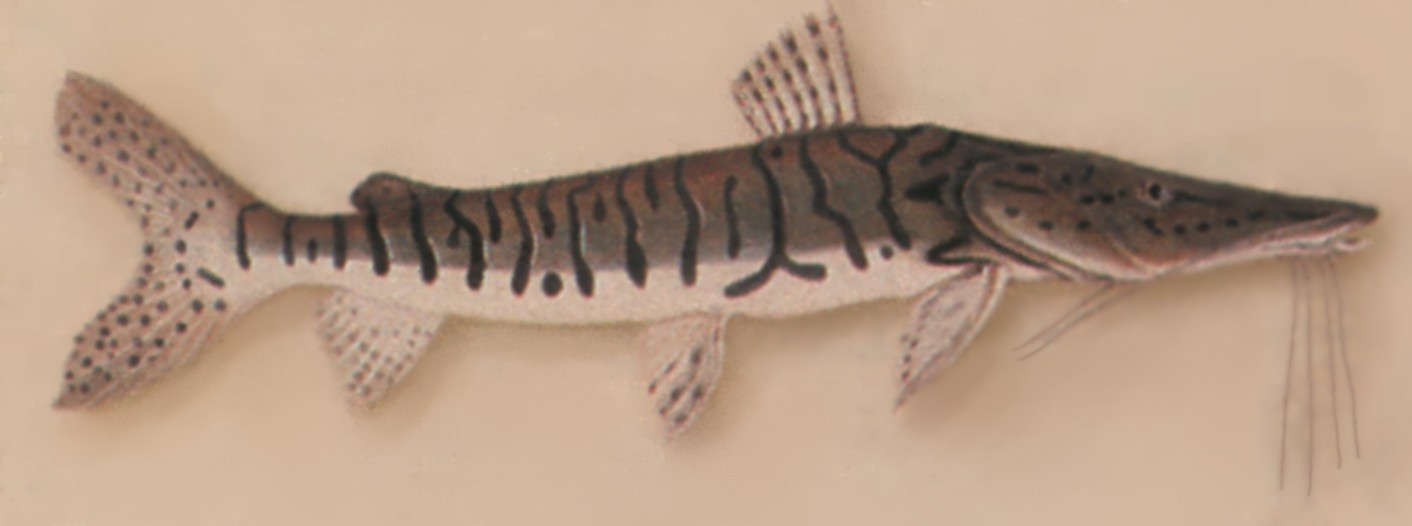
Pseudoplatystoma fasciatum

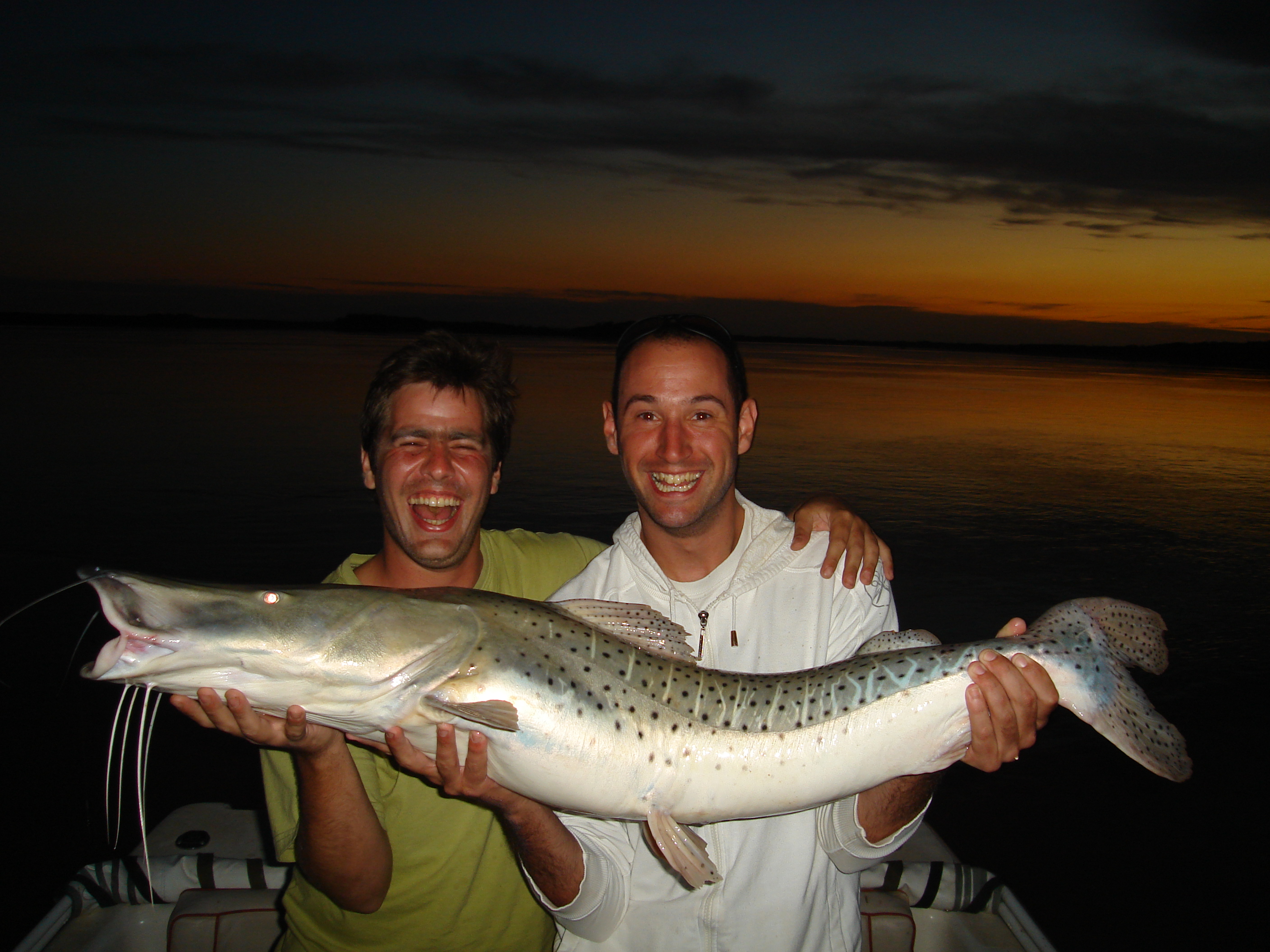
Pseudoplatystoma sp.

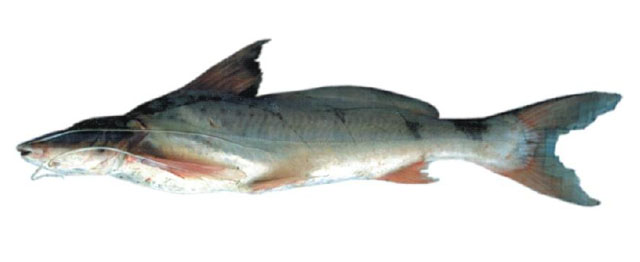
Luciopimelodus pati

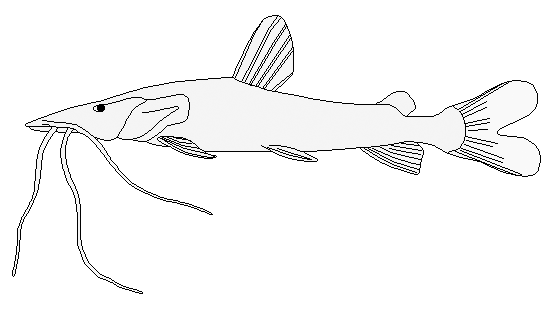
Pseudoplatystoma fasciatum

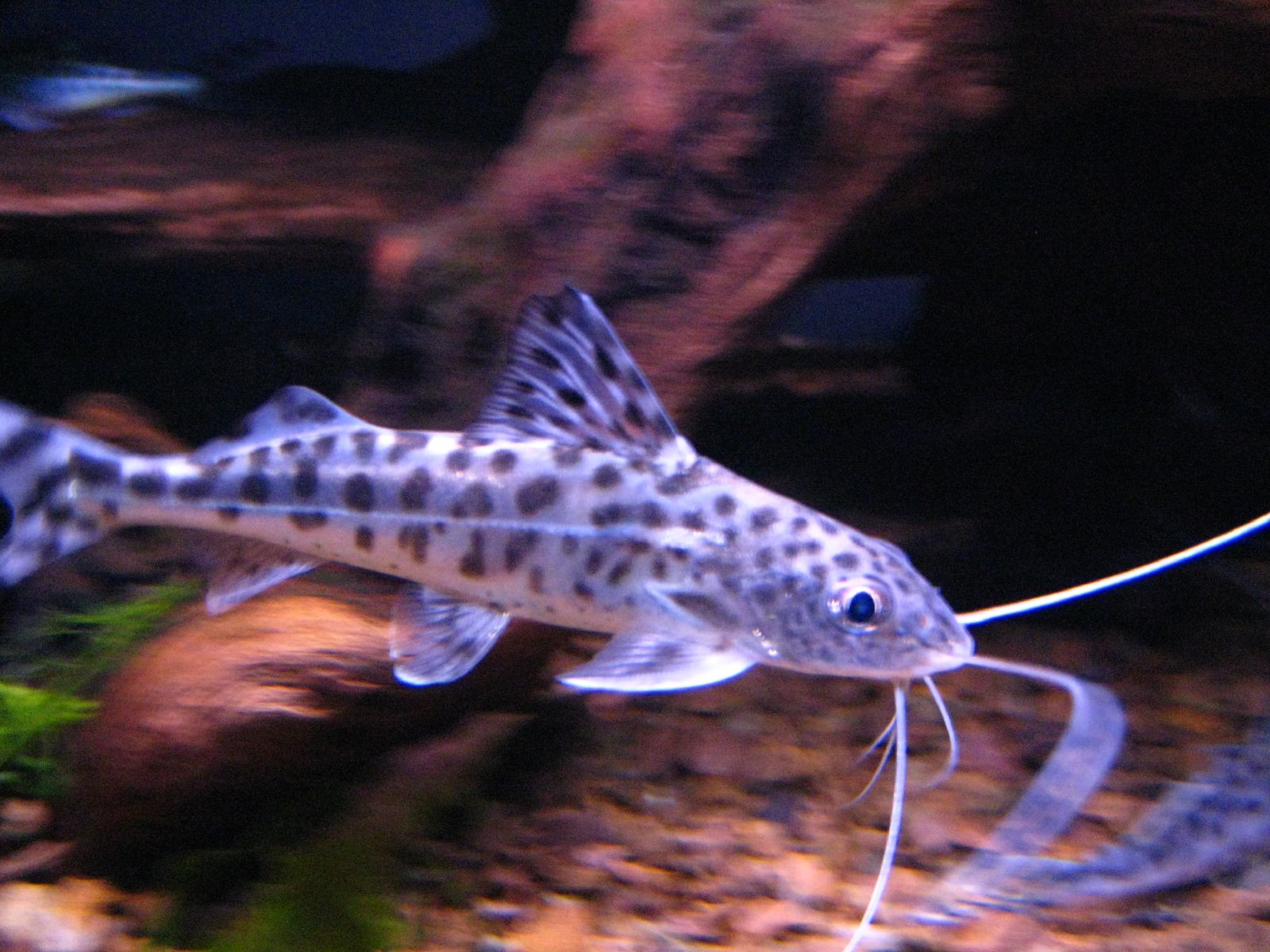
Pimelodus pictus

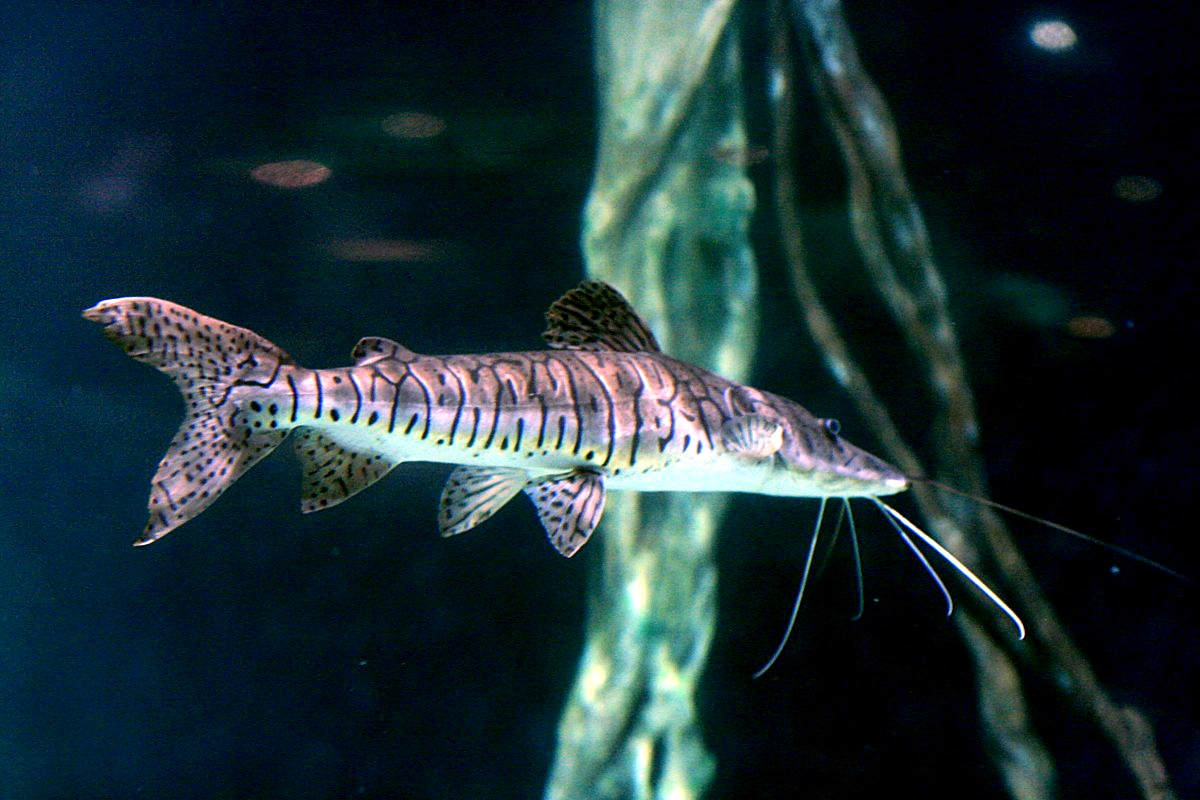
Pseudoplatystoma tigrinum

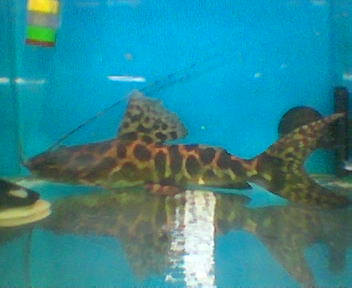
Leiarius longibarbis

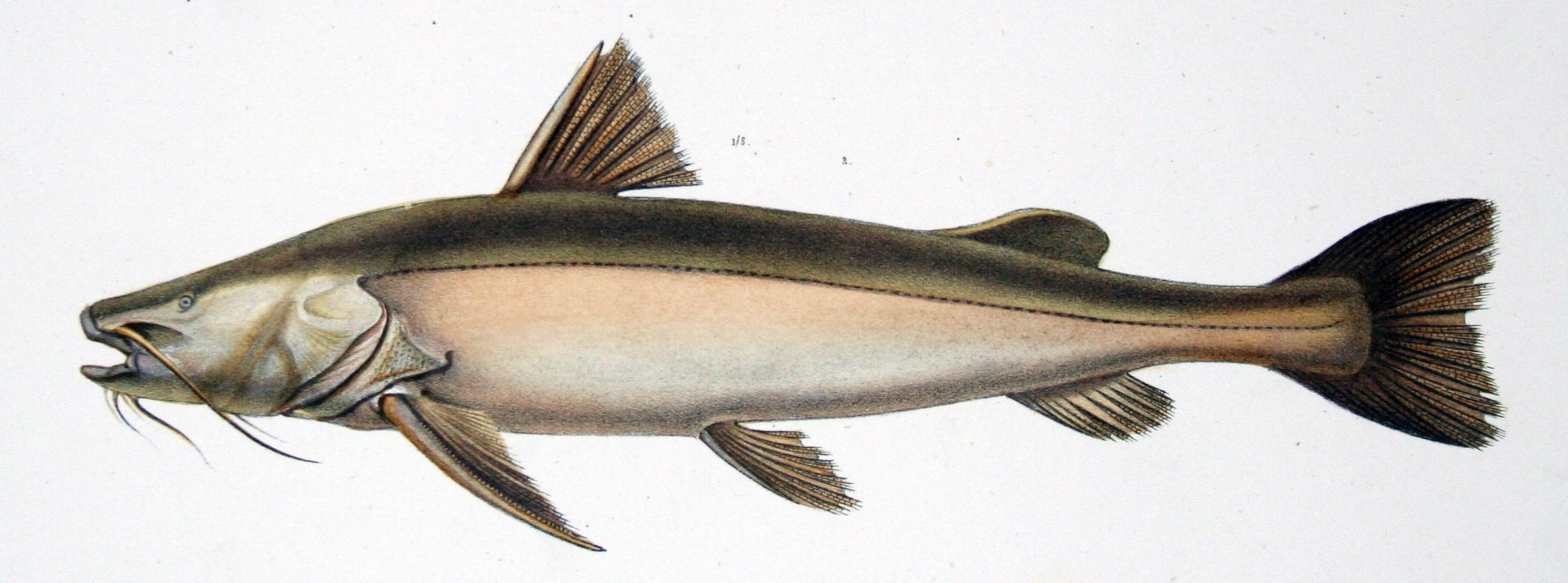
Zungaro zungaro

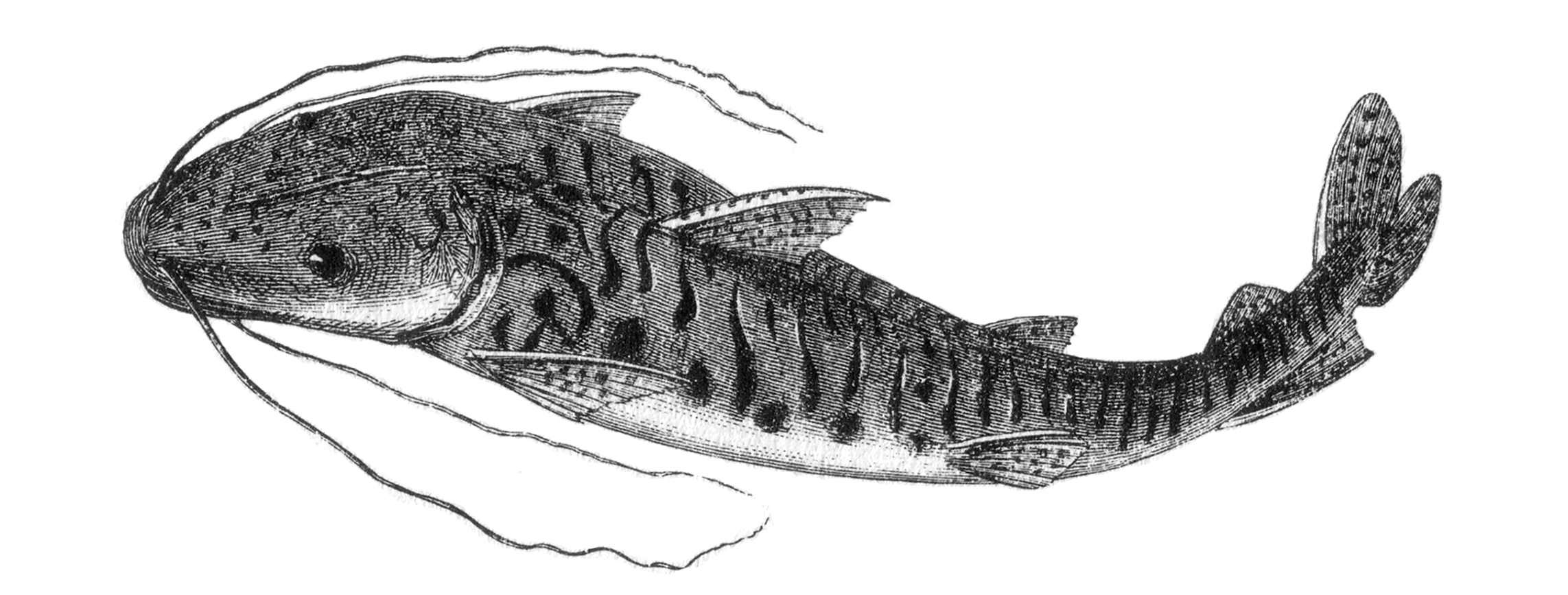
Pimelodus tigrinus

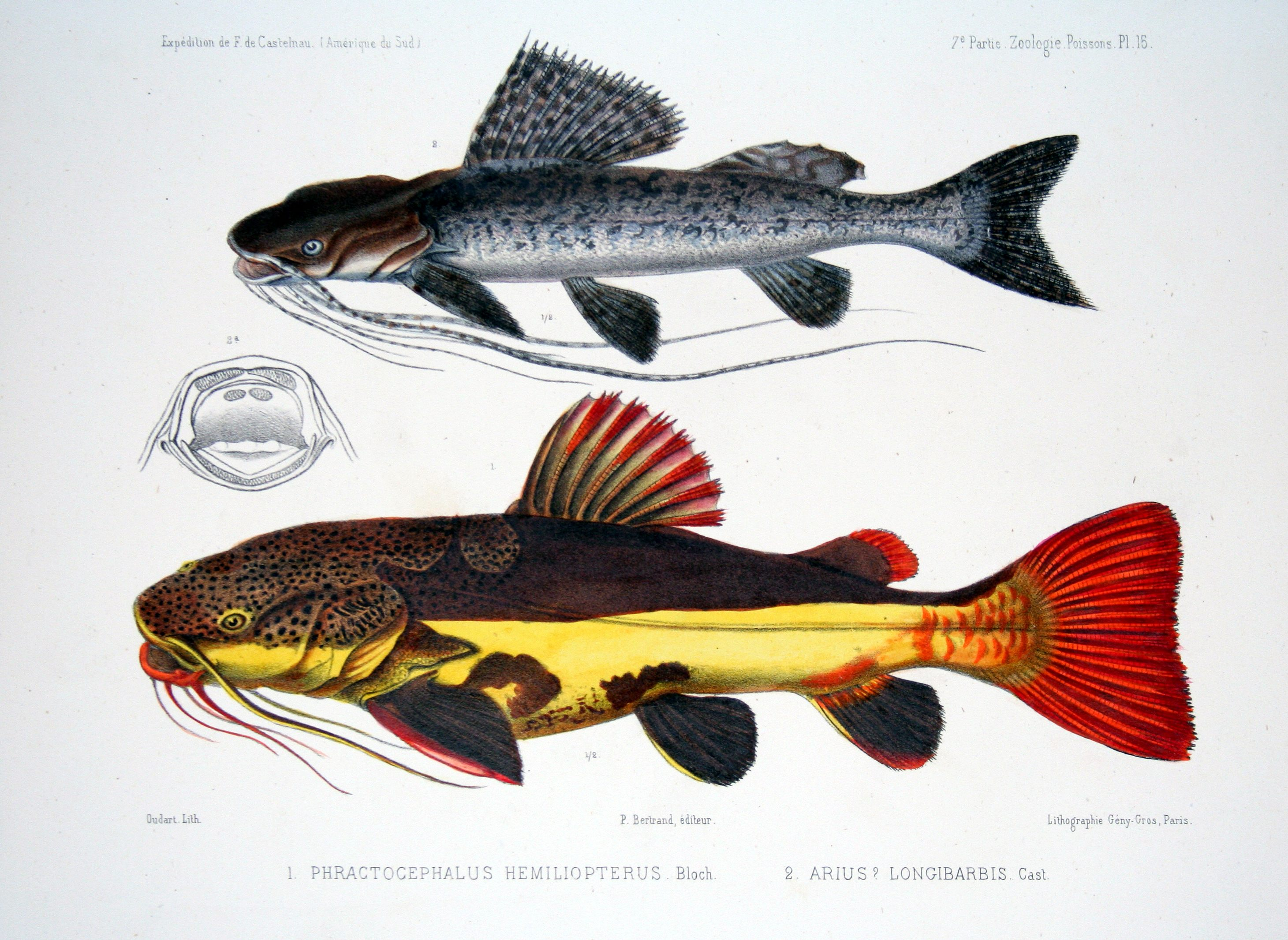
De dalt a baix: Leiarius longibarbis i Phractocephalus hemioliopterus

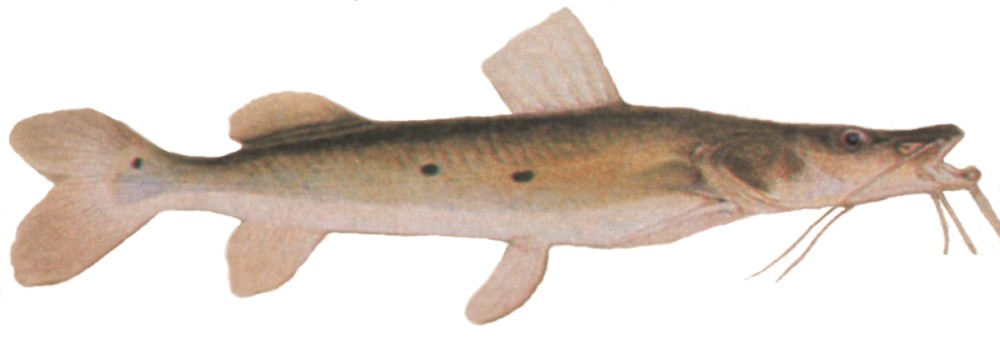
Hemisorubim platyrhynchos

La família dels pimelòdids (Pimelodidae) és constituïda per peixos actinopterigis d'aigua dolça de l'ordre dels siluriformes.

## Morfologia
Tots els seus membres són bons nedadors, amb el cos generalment allargat i amb la pell nua i sense escates. El primer radi de les aletes pectorals s'ha transformat en una espina òssia, la qual, en algunes espècies, és fins i tot força allargada. La boca té tres parells de barbetes, les quals estan, la major part del temps, rígides i orientades cap endavant. Mandíbules proveïdes de dents. La majoria de les seues espècies assoleixen dimensions considerables: la longitud màxima és assolida per Brachyplatystoma filamentosum amb 3 m.

## Distribució geogràfica
Es troba des del sud de Mèxic fins al sud de Sud-amèrica (llevat de les àrees més meridionals).

## Gèneres
- Aguarunichthys (Stewart, 1986)[3]
  - Aguarunichthys inpai (Zuanon, Rapp Py-Daniel & Jégu, 1993)
  - Aguarunichthys tocantinsensis (Zuanon, Rapp Py-Daniel & Jégu, 1993)
  - Aguarunichthys torosus (Stewart, 1986)
- Bagropsis (Lütken, 1874)[4]
  - Bagropsis reinhardti (Lütken, 1874)
- Bergiaria (Eigenmann & Norris, 1901)[5]
  - Bergiaria platana (Steindachner, 1908)
  - Bergiaria westermanni (Lütken, 1874)
- Brachyplatystoma (Bleeker, 1862)[6]
  - Brachyplatystoma capapretum (Lundberg & Akama, 2005)
  - Brachyplatystoma filamentosum (Lichtenstein, 1819)
  - Brachyplatystoma juruense (Boulenger, 1898)
  - Brachyplatystoma platynemum (Boulenger, 1898)
  - Brachyplatystoma rousseauxii (Castelnau, 1855)
  - Brachyplatystoma tigrinum (Britski, 1981)
  - Brachyplatystoma vaillantii (Valenciennes, 1840)
- Calophysus (Müller & Troschel, 1843)[7]
  - Calophysus macropterus (Lichtenstein, 1819)
- Cheirocerus (Eigenmann, 1917)[8]
  - Cheirocerus abuelo (Schultz, 1944)
  - Cheirocerus eques (Eigenmann, 1917)
  - Cheirocerus goeldii (Steindachner, 1908)
- Conorhynchos (Bleeker, 1858)[9]
- Duopalatinus (Eigenmann & Eigenmann, 1888)[10]
  - Duopalatinus emarginatus (Valenciennes, 1840)
  - Duopalatinus peruanus (Eigenmann & Allen, 1942)
- Exallodontus (Lundberg, Mago-Leccia & Nass, 1991)[11]
  - Exallodontus aguanai (Lundberg, Mago-Leccia & Nass, 1991)
- Goslinia
- Hemisorubim (Bleeker, 1862)[12]
  - Hemisorubim platyrhynchos (Valenciennes, 1840)
- Hypophthalmus (Agassiz, 1829)[13]
- Iheringichthys (Eigenmann & Norris, 1900)[14]
  - Iheringichthys labrosus (Lütken, 1874)
  - Iheringichthys megalops (Eigenmann & Ward, 1907)
- Leiarius (Bleeker, 1862)[12]
  - Leiarius arekaima (Jardine & Schomburgk in Schomburgk, 1841)
  - Leiarius longibarbis (Castelnau, 1855)
  - Leiarius marmoratus (Gill, 1870)
  - Leiarius multiradiatus (Kner, 1858)
  - Leiarius pictus (Müller & Troschel, 1849)
- Luciopimelodus (Eigenmann & Eigenmann, 1888)[10]
  - Luciopimelodus pati (Valenciennes, 1836)
- Megalonema (Eigenmann, 1912)[15]
  - Megalonema amaxanthum (Lundberg & Dahdul, 2008)
  - Megalonema orixanthum (Lundberg & Dahdul, 2008)
  - Megalonema pauciradiatum (Eigenmann, 1919)
  - Megalonema platanum (Günther, 1880)
  - Megalonema platycephalum (Eigenmann, 1912)
  - Megalonema psammium (Schultz, 1944)
  - Megalonema xanthum (Eigenmann, 1912)
- Merodontotus (Britski, 1981)[16]
- Parapimelodus (La Monte, 1933)[17]
  - Parapimelodus nigribarbis (Boulenger, 1889)
  - Parapimelodus valenciennis (Lütken, 1874)
- Perrunichthys (Schultz, 1944)[18]
  - Perrunichthys perruno (Schultz, 1944)
- Phractocephalus (Agassiz, 1829)[19]
  - Phractocephalus hemioliopterus (Bloch & Schneider, 1801)
- Pimelodina (Steindachner, 1876)[20]
  - Pimelodina flavipinnis (Steindachner, 1876)
- Pimelodus (Lacépède, 1803)[21]
- Pinirampus (Bleeker, 1858)[9]
  - Pinirampus argentinus (MacDonagh, 1938)
  - Pinirampus pirinampu (Spix & Agassiz, 1829)
- Platynematichthys (Bleeker, 1858)[9]
  - Platynematichthys notatus (Jardine & Schomburgk, 1841)
- Platysilurus (Haseman, 1911)[22]
  - Platysilurus malarmo (Schultz, 1944)[23]
  - Platysilurus mucosus (Vaillant, 1880)[24]
- Platystomatichthys (Bleeker, 1862)[12]
  - Platystomatichthys sturio (Kner, 1858)[25]
- Propimelodus (Lundberg & Parisi, 2002)[26]
  - Propimelodus araguayae (Rocha, de Oliveira & Py-Daniel, 2007)
  - Propimelodus caesius (Parisi, Lundberg & Donascimiento, 2006)
  - Propimelodus eigenmanni (Van der Stigchel, 1946)
- Pseudoplatystoma (Bleeker, 1862)[12]
  - Pseudoplatystoma corruscans (Spix & Agassiz, 1829)
  - Pseudoplatystoma fasciatum (Linnaeus, 1766)
  - Pseudoplatystoma magdaleniatum (Buitrago-Suárez & Burr, 2007)
  - Pseudoplatystoma metaense (Buitrago-Suárez & Burr, 2007)
  - Pseudoplatystoma orinocoense (Buitrago-Suárez & Burr, 2007)
  - Pseudoplatystoma panthale (Valenciennes, 1847)
  - Pseudoplatystoma pardalis (Valenciennes, 1836)
  - Pseudoplatystoma tigrinum (Valenciennes, 1840)
- Sorubim (Agassiz, 1829)[19]
  - Sorubim cuspicaudus (Littmann, Burr & Nass, 2000)
  - Sorubim elongatus (Littmann, Burr, Schmidt & Isern, 2001)
  - Sorubim lima (Bloch & Schneider, 1801)
  - Sorubim maniradii (Littmann, Burr & Buitrago-Suarez, 2001)
  - Sorubim trigonocephalus (Miranda-Ribeiro, 1920)
- Sorubimichthys (Bleeker, 1862)[12]
  - Sorubimichthys planiceps (Spix & Agassiz, 1829)
- Steindachneridion (Eigenmann & Eigenmann, 1919)[27]
  - Steindachneridion amblyurum (Eigenmann & Eigenmann, 1888)
  - Steindachneridion doceanum (Eigenmann & Eigenmann, 1889)
  - Steindachneridion melanodermatum (Garavello, 2005)
  - Steindachneridion parahybae (Steindachner, 1877)
  - Steindachneridion punctatum (Miranda Ribeiro, 1918)
  - Steindachneridion scripta (Miranda-Ribeiro, 1918)
- Zungaro (Bleeker, 1858)[28]
  - Zungaro jahu (Ihering, 1898)
  - Zungaro zungaro (Humboldt, 1821)
- Zungaropsis (Steindachner, 1908)[29]
  - Zungaropsis multimaculatus (Steindachner, 1908)[30][31][32][33][34][35]